# Aeroportul Guanare
Aeroportul Guanare (IATA: GUQ, ICAO: SVGU) este un aeroport din Portuguesa, Venezuela ce deservește zona Guanare. A fost numit după zona deservită.
Situat la o altitudine de 166 m, aeroportul dispune de o singură pistă.